# Violent Soho
I Violent Soho sono un gruppo musicale australiano di genere rock alternativo, formatosi a Brisbane nel 2004.

## Storia

### 2004-2006
All'età di 15 anni Luke Boerdam inizia a scrivere canzoni, che incide su demo con l'aiuto di Luke Henery e Michael Richards, amici dal 1997. I Violent Soho nascono nel 2004 quando ai tre si unisce James Tidswell, conosciuto alle scuole superiori. Il nome "Violent Soho" proviene dall'unione di due parole scelte casualmente. Nello stesso anno il gruppo si esibisce per la prima volta in occasione della festa di compleanno di un amico. Dal 2004 al 2007 i Violent Soho si esibiscono a livello locale.

### 2006-2009
Nel 2006 i Violent Soho pubblicano il loro primo EP, Pigs & TV, prodotto da Bryce Moorhead, che scopre il gruppo grazie alle sue esibizioni con i Eat Laser Scumbag! e i Gazoonga Attack. Le spese di realizzazione dell'EP vengono sostenute grazie a Tidswell, che vende la sua automobile. In seguito alla pubblicazione dell'EP il gruppo viene notato da Dean Turner, bassista dei Magic Dirt (1972-2009), che diventa il loro manager. Nel 2007 i Violent Soho si esibiscono in tour con i The Grates e nel 2008 partecipano al St Jerome's Laneway Festival. Il 7 giugno 2008 pubblicano il loro album di debutto We don't belong here sotto l'etichetta Emergency Music.

### 2009-2012
Nel febbraio 2009 i Violent Soho firmano con la Ecstatic Peace, etichetta discografica di Thurston Moore, componente dei Sonic Youth e, come previsto dal contratto, il gruppo si trasferisce negli Stati Uniti per 10 mesi. Nell'ottobre e nel novembre 2009 si esibiscono con i Dinosaur Jr in un tour nella costa occidentale e nel Midwest. Il 9 marzo 2010 pubblicano in Australia e negli Stati Uniti l'album omonimo Violent Soho rispettivamente sotto l'etichetta della Ecstatic Peace e della Universal Motown. L'album viene registrato nei Rockfield Studios, in Galles, con il produttore Gil Norton. All'interno dell'album sono presenti canzoni riarrangiate dal precedente album e nuove tracce musicali.

### 2012-2016
Il primo agosto 2012 firmano un contratto discografico con l'etichetta I Oh You e nello stesso giorno la I Oh You annuncia la pubblicazione di due nuovi singoli da parte del gruppo, Tinderbox e Neighbour Neighbour, su vinile. I due singoli vengono pubblicati il 16 novembre 2012.
L'8 luglio 2013 pubblicano In The Aisle, singolo che anticipa l'uscita del terzo album in studio, Hungry Ghost. Nello stesso giorno rendono nota la data di uscita dell'album, prevista per il 6 settembre 2013. Il disco, la cui produzione viene affidata a Bryce Moorhead, viene registrato in sei settimane nello studio The Shed a Brisbane. Il 24 ottobre 2013 inizia l'Hungry Ghost Tour, che porta il gruppo a girare l'Australia con gli Straight Arrows. Il tour si conclude il 4 novembre.
Dal 28 dicembre 2013 al 3 gennaio 2014 il gruppo prende parte al Falls Festival. A giugno firmano un contratto con l'etichetta americana SideOneDummy, attraverso la quale il 30 settembre viene rilasciato a livello mondiale il terzo album del gruppo in versione digitale, Hungry Ghost. Il 16 agosto firmano un contratto con la Dine Alone Records, etichetta musicale canadese.

### 2016-2019
Il 3 febbraio 2016 i Violent Soho pubblicano il singolo Viceroy che anticipa l'uscita del quarto album Waco, previsto per il 18 marzo 2016.
Nel 2016 vincono due premi agli ARIA Awards, "Migliore album rock" per Waco e "Miglior gruppo".
Il 13 maggio 2017 si esibiscono al Groovin' The Moo Festival, per poi annunciare che questa sarebbe stata la loro ultima esibizione prima di un periodo di pausa.

### 2019-presente
Il 14 novembre il gruppo pubblica il singolo A-OK, seguito da Vacation Forever.
Il 2 aprile 2020 pubblicano Everything is A-OK, il loro quinto album in studio. La produzione viene affidata a Greg Wales, che lavora con il gruppo per 4 settimane nel The Grove Studios, studio di registrazione nel Nuovo Galles del Sud.
In un'intervista il cantante Luke Boerdam ha rivelato che la scrittura del disco inizia subito dopo la fine di una relazione.
(Luke Boerdam)
Fra le tematiche presenti nel disco si ritrovano l'egoismo e i fallimenti della società odierna.

## Formazione
- Luke Boerdam - voce, chitarra (2004 - presente)
- James Tidswell - chitarra, cori (2004 - presente)
- Luke Henery - basso, cori (2004 - presente)
- Michael Richards - batteria, cori (2004 - presente)

## Influenze
I Violent Soho sono spesso paragonati a gruppi come Nirvana o Smashing Pumpkins, appartenenti ai generi grunge e rock alternativo.
In un'intervista il cantante Luke Boerdam ha dichiarato che Paranoid Android dei Radiohead, ascoltata per la prima volta all'età di 12 anni, è stata la prima canzone ad averlo influenzato in ambito musicale. Un altro gruppo molto importante per Luke Boerdam e che influenza ampiamente la musica dei Violent Soho sono i Pavement.
Per quanto riguarda il disco Hungry Ghost, Luke Boerdam cita come influenza i Cloud Nothing e i The Bronx.
Nel disco Waco, invece, sono presenti influenze da parte di gruppi come Pixies, Sonic Youth, Placebo, Blink 182, e i primi Foo Fighters.

## Discografia

### Album in studio
| Anno | Titolo               | Etichetta                         | Dettagli                                                           |
| ---- | -------------------- | --------------------------------- | ------------------------------------------------------------------ |
| 2008 | We don't belong here | Emergency Music                   | - Formato: CD - Pubblicazione: 7 giugno 2008                       |
| 2010 | Violent Soho         | Ecstatic Peace!, Universal Motown | - Formato: CD, LP - Pubblicazione: 9 marzo 2010                    |
| 2013 | Hungry Ghost         | I Oh You, SideOneDummy            | - Formato: CD, versione digitale - Pubblicazione: 6 settembre 2013 |
| 2016 | Waco                 | I Oh You, SideOneDummy            | - Formato:CD, versione digitale - Pubblicazione: 18 marzo 2016     |
| 2020 | Everything is A-OK   | I Oh You                          | - Formato:CD, versione digitale - Pubblicazione: 2 febbraio 2020   |

### EP
| Anno | Titolo                         | Etichetta       | Dettagli                                       |
| ---- | ------------------------------ | --------------- | ---------------------------------------------- |
| 2006 | Pigs and TV                    |                 | - Formato: CD - Pubblicazione: 2006            |
| 2009 | My Pal/Task Force              | Ecstatic Peace! | - Formato: CD - Pubblicazione: 2009            |
| 2010 | Son of Sam/Bombs Over Broadway | Ecstatic Peace! | - Formato: CD - Pubblicazione: 10 maggio 2010  |
| 2012 | Tinderbox/Neighbour Neighbour  | I Oh You        | - Formato:CD - Pubblicazione: 16 novembre 2012 |
| 2015 | Split                          | SideOneDummy    | - Formato:LP - Pubblicazione: 16 ottobre 2015  |

## Tournée
- 2013 – Hungry Ghost Tour
- 2014 – No Sleep Til Mansfield Tour
- 2016 – WACO tour

## Premi e riconoscimenti
| Anno | Premio               | Nomina            | Posizione/Categoria | Note   |
| ---- | -------------------- | ----------------- | ------------------- | ------ |
| 2013 | Triple J Hottest 100 | Covered in Chrome | 14                  | [ 31 ] |
| 2015 | Triple J Hottest 100 | Like Soda         | 15                  | [ 32 ] |
| 2015 | QLD Music Awards     | Hungry Ghost      | Album dell'anno     | [ 33 ] |
| 2016 | Triple J Hottest 100 | Viceroy           | 14                  | [ 34 ] |
| 2016 | Triple J Hottest 100 | Blanket           | 53                  | [ 34 ] |
| 2016 | Triple J Hottest 100 | So Sentimental    | 69                  | [ 34 ] |
| 2016 | Triple J Hottest 100 | No Shade          | 73                  | [ 34 ] |
| 2016 | Triple J Hottest 100 | How To Taste      | 92                  | [ 34 ] |
| 2016 | QLD Music Awards     | Like Soda         | Canzone dell'anno   | [ 35 ] |
| 2017 | QLD Music Awards     | Waco              | Album dell'anno     | [ 35 ] |
| 2019 | Triple J Hottest 100 | Vacation Forever  | 69                  | [ 36 ] |
| 2020 | Triple J Hottest 100 | Covered In Chrome | 4                   | [ 37 ] |

ARIA Awards

| Anno | Nomina                                     | Categoria                           | Risultato       |
| ---- | ------------------------------------------ | ----------------------------------- | --------------- |
| 2010 | Violent Soho                               | Miglior album Hard Rock/Heavy Metal | Candidato/a     |
| 2014 | Saramona Said                              | Miglior gruppo                      | Candidato/a     |
| 2014 | Saramona Said                              | Miglior pubblicazione Indipendente  | Candidato/a     |
| 2014 | Tour nazionale                             | Miglior esibizione australiano      | Candidato/a     |
| 2014 | Covered In Chrome                          | Miglior video                       | Candidato/a     |
| 2016 | Like Soda                                  | Miglior video                       | Candidato/a     |
| 2016 | Waco                                       | Miglior gruppo                      | Vincitore/trice |
| 2016 | Waco                                       | Miglior pubblicazione indipendente  | Candidato/a     |
| 2016 | Waco                                       | Miglior album rock                  | Vincitore/trice |
| 2016 | The Waco Tour                              | Miglior esibizione australiana      | Candidato/a     |
| 2017 | Violent Soho With Special Guests The Bronx | Miglior esibizione australiana      | Candidato/a     |